# Seax-Wica
La Seax-Wica, o Wica de tradición sajona de la brujería, es un sistema ortopráctico, mistérico iniciático e inmanente-racional, que practica la religión-magia, honrando a los Dioses del panteón germano de la tribu Sajona basado en su simbología, mas no pretende ser la reconstrucción de la religión sajona antigua, es decir, es una religión moderna pagana.

## Historia
La Seax-Wica fue fundada por Raymond Buckland el 2 de agosto de 1973 y presentado al público en general de la comunidad Wicca y Pagana Moderna a través del Boletín – Earth Religion News – en su edición de Samhaim el 1 de noviembre de 1973, con el artículo titulado – The Manifiesto Seax-Wica.
Raymond Buckland era un Iniciado en el sistema de brujería pagana moderna fundado por Gerald Gardner conocido como “The Craft of the Wica/The Craft of the Wise”, elevado al 3.er grado, en calidad de Sumo Sacerdote en noviembre de 1963, a través de la Suma Sacerdotisa Monique Wilson (Lady Olwen), el Sumo Sacerdote Scotty Wilson (Loic) y en presencia de Gerald Gardner en Perth, Escocia. Posterior al fallecimiento de Gardner, sus iniciados nombraron a su camino Tradición Wicca Gardneriana.
10 años después, la comunidad gardneriana había caído en la egolatría de algunas sumas sacerdotisas y el juego de poder de estas sobre los demás, por esta razón, Buckland decidió reformar la estructura de la Wicca Gardneriana y fundó la Seax-Wica.
La Seax-Wica se basa en la experiencia y criterios aprendidos de Gerald Gardner, pero eliminando los aspectos sexuales, los grados de ascensión y la dependencia del grupo; primando la individualidad y la libertad de adhesión sin requerir que otro le inicie, fundando el concepto de la Dedicación en Solitario (Self-Dedication) o Auto Iniciación.
En 1974 publica “The Tree: The Complete Book of Saxon Witchcraft” y en el 2005 reedita el libro con el nombre: “Buckland´s Complete Book of Saxon Witchcraft” con una nueva introducción y entendimiento.
Buckland inició en 1975 un boletín que se remitiría en cada Sabbath y se le conocería como “Seminary Seax-Wica”, donde se entregaría cierto alcance o explicaciones de la “Wicca” de forma teórica y adicionalmente anexaría artículos misceláneos y se tituló: Seax-Wica Voys.
Raymond Buckland no fue un líder religioso, sino un consejero en la tradición. La base de su sistema es que, se desarrolle ortoprácticamente y sea intuitivo la progresión mistérica, es decir, depende de la vivencia y la experiencia práctica. Buckland, como fundador fue reconocido con el título en lengua sajona: Fæder (Padre).

## Práctica
Los que practican Seax-Wica, eligen el camino por afinidad a los dioses del panteón de las tribus germánicas del pueblo anglosajón (siendo los principales Woden y Freya). El término Wicca en el contexto de la práctica, es para quien tiene la vocación sacerdotal, es decir, que quien se inicia en la tradición o toma juramento se compromete a ser un sacerdote o sacerdotisa de los dioses. Por lo tanto, ser parte de la tradición no solo es un acto de creer en los dioses, sino trabajar con ellos, en forma constante y publica sin ser proselitistas. Quien solo desea honrar a los Dioses sin cumplir el rol sacerdotal se los denomina Seax-Treów (Creyente Sajón).
La tradición inicia con un juramento y no hay secreto en el culto.
La tradición puede ser practicada en grupo (coven) o en solitario.
Los integrantes se organizan en covens democráticos y cada coven es dirigido por: una Sacerdotisa, un Sacerdote, un Thegn (guardia) y un Escriba (secretario).

## Etimología
La palabra Seax significa Saxon en inglés moderno, y su traducción corresponde a un tipo de daga usada por el pueblo sajón.
Raymond Buckland empleo la palabra Wica con una sola C, en honor a Gerald Gardner porque así la utilizaba en sus obras.

## Términos usados
- Seax: nombre de la daga ritual o Athame.
- El Árbol: libro de las sombras.
- Lacnunga: el arte de las hierbas y las plantas utilizada para propósitos, mágicos o medicinales.
- Galdra: Canto mágico.
- Hwata: Adivinación
- El Cuerno: sustituye al cáliz gardneriano.
- Gesith: Compañero Iniciado
- Ceorl: Seminarista
- Treów: Creyente
- Theow: Simpatizante
- Cowan: No Iniciado.

## Características
- Organización democrática y moderna que impide las elevaciones de ego y luchas de poder. A los cargos de responsabilidad dentro de un Coven como Sacerdote, Sacerdotisa, Thegn y Escriba solo pueden postular los Seax Gesith a través de postulaciones nombradas y una elección democrática, de este modo se alivia el que no haya elevaciones de ego ni de poder, estos cargos tiene la duración de un año y un día.[2]

- Se permiten las prácticas en Coven en solitario siempre y cuando se hayan seguido las pautas del libro “Buckland´s Complete Book of Saxon Witchcraft” y como mínimo teniendo contacto con otros Seax Gesith para su desarrollo y complementación a distancia, existiendo la realidad de la auto-iniciación si no hubiera algún Coven cercano a la localidad.

- Los Covens son dirigidos por el Sacerdote o la Sacerdotisa.